# Аршамбо VII де Бурбон
Аршамбо́ VII (фр. Archambaud VII; около 1108/1109 — 1171) — сеньор де Бурбон с до 1120, сын Аймона II и Альдезинды Неверской.

## Биография
Благодаря женитьбе на Агнессе де Морьенн Аршамбо породнился с королём Франции Людовиком VI, женатым на сестре Агнесс — Аделаиде. 
В 1147 году Аршамбо отправился в составе армии короля Людовика VII во второй крестовый поход.
Его единственный сын Аршамбо умер в 1169 году, оставив только дочь Матильду (Маго), которая должна была унаследовать владения деда. После долгого спора в 1197 году сеньорию Бурбон унаследовал её второй муж, Ги II де Дампьер.

## Брак и дети
Жена: до 25 января 1140 года Агнесс де Морьенн (1105—1180), дочь Гумберта II, графа де Морьенн.
- Аршамбо Молодой (29 июня 1140—26 июля 1169); жена: Аликс дочь Эда II герцога Бургундии.
- дочь; муж: Эбль IV, сеньор де Шарентон